# Edison Filmhub
Edison Filmhub je kino, kavárna a bar v centru Prahy, které vzniklo v roce 2019 přestavbou z původní trafostanice z 20. let 20. století.

## Historie
Budova kina byla postavena v letech 1926–1930 jako Edisonova transformační stanice na zakázku pro pražské Elektrické podniky. Jako trafostanice sloužila až do 90. let 20. století. V letech 2005–2007 proběhla generální rekonstrukce budovy podle návrhu architekta Ladislava Lábuse. V budově byla zřízena pobočka družstevní pojišťovny společně s bytovými jednotkami.

## Současnost
Kino, kavárna i bar s názvem Edison FilmHub vznikly v roce 2019 po kompletní rekonstrukci budovy. První projekce v nově otevřeném biografu (čínský film Poslední večery na zemi) proběhla 6. června 2019. Kino s kapacitou 90 míst slouží jako kinosál s kurátorovaným programem, který divákům nabízí vybrané cykly, projekce nových i starších artových filmů i filmové festivaly a přehlídky (např. Be2Can, Scandi).

## Budova
Edison Filmhub vznikl v prostoru bývalé trafostanice nedaleko ulice Jindřišská a hlavního nádraží v Praze. Budova byla postavena ve stylu podle návrhu Františka Alberta Libry. Rekonstrukci provedl architekt Ladislav Lábus se zachováním původních prvků, pro současné využití prostor adaptoval architekt Miloslav Abel (Abel Architekti). Součástí interiéru baru a kavárny je velkoformátová fotografie plastiky Zdeňka Pešánka, která byla původně součástí interiéru budovy (a inspirovala jeden z prvních československých avantgardních filmů Světlo proniká tmou). Součástí interiéru je také modernistický nábytek, který nechal podle původních návrhů vyrobit studio Modernista – jedná se například o židle podle návrhu Jindřicha Halabaly nebo konferenční stolky podle Marcela Breuera.